# Dehydrogenaza bursztynianowa

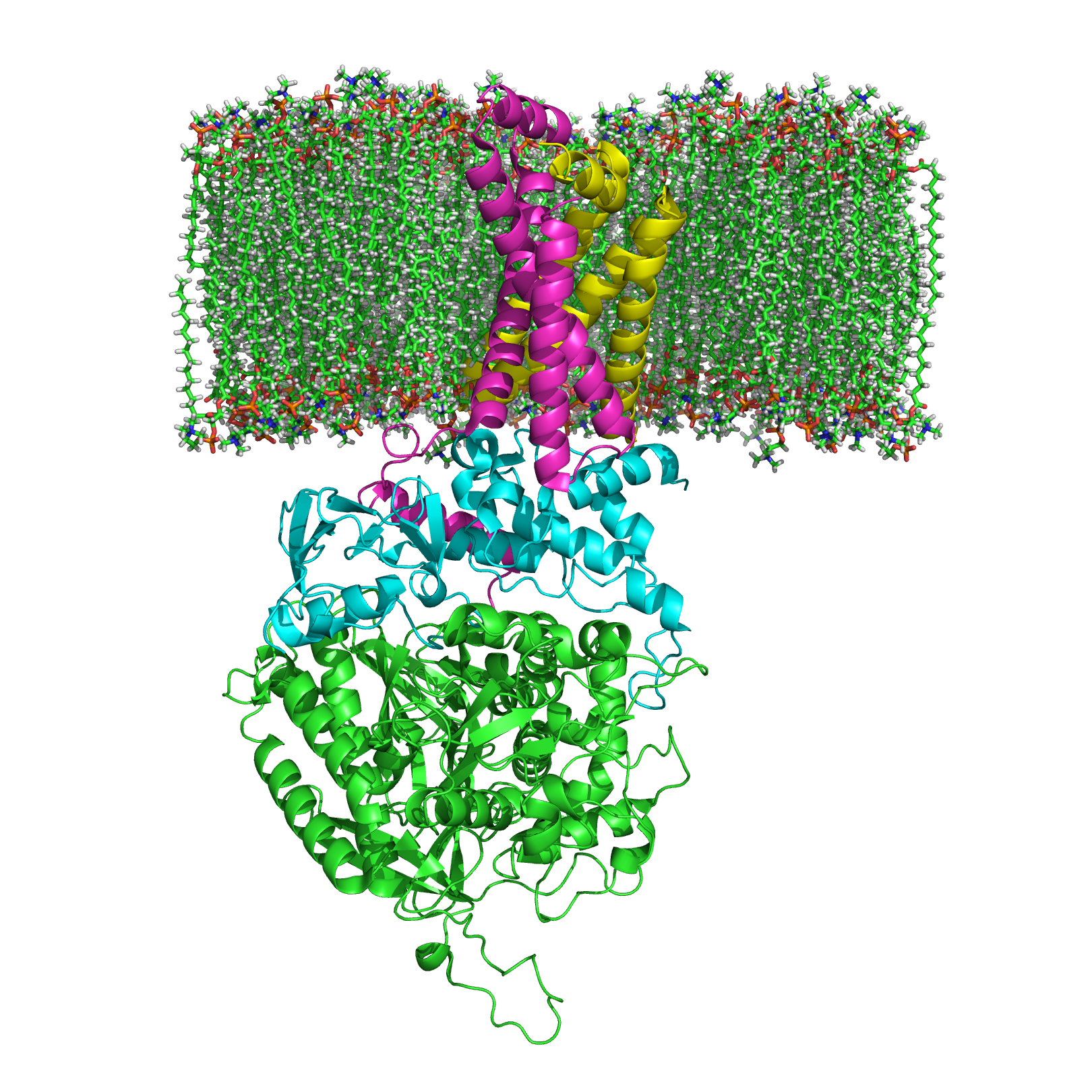
Struktura dehydrogenazy bursztynianowej w błonie fosfolipidowej

Dehydrogenaza bursztynianowa – (EC 1.3.5.1) enzym z grupy oksydoreduktaz katalizujący reakcje odwodornienia bursztynianu z wytworzeniem fumaranu. W grupie prostetycznej enzymu występuje FAD. Na każdą grupę flawinową przypadają 4 atomy żelaza i 4 jony siarczkowe. Dehydrogenaza bursztynianowa u eukariontów jest zlokalizowana w wewnętrznej błonie mitochondrium. Jest to jedyny z enzymów Cyklu Krebsa związany z wewnętrzną błoną mitochondrialną. 
Jej inhibitorem kompetycyjnym jest np. malonian.